# Буг (Француска)
Буг (фр. Bougue) насеље је и општина у југозападној Француској у региону Аквитанија, у департману Ланд која припада префектури Мон де Марсан.
По подацима из 2011. године у општини је живело 642 становника, а густина насељености је износила 29,23 становника/km². Општина се простире на површини од 21,96 km². Налази се на средњој надморској висини од 50 метара (максималној 96 m, а минималној 34 m).

## Демографија
| 1962. | 1968. | 1975. | 1982. | 1990. | 1999. | 2011. |
| ----- | ----- | ----- | ----- | ----- | ----- | ----- |
| 320   | 332   | 309   | 420   | 503   | 526   | 642   |

График промене броја становника у току последњих година